# Gisela Scholtz
Gisela Irene Scholtz, bürgerlich Gisela Scholtz Stevenson (* 27. November 1932 in Berlin; † 10. Juli 2022 in Brooksville (Florida), Vereinigte Staaten), war eine deutsche Kinderdarstellerin im Film zur Zeit des Nationalsozialismus.

## Leben und Wirken
Gisela Scholtz, Tochter von Kurt und Lucie Scholtz, wurde bereits im Alter von fünf Jahren für Werner Hochbaums Küstenschiffermelodram Ein Mädchen geht an Land erstmals vor die Kamera geholt und spielte in ihrer kurzen Karriere in lediglich sechs Filmen mit. Dabei war sie stets abonniert auf herzige, blonde Töchter aller Arten, so auch die von Hans Leibelt (in Fräulein), von Marika Rökks Kora Terry sowie die von Anny Ondra und Hans Brausewetter in der nahe Prag entstandenen Familienkomödie Himmel, wir erben ein Schloß!, ihrem letzten Film. In dem propagandistischen Drama Alarm auf Station III verkörperte Gisela Scholtz 1939 die Nichte Gustav Fröhlichs.
Im hoffnungslos unterversorgten Berlin der frühen Nachkriegsjahre lernte Gisela Scholtz, noch keine 20 Jahre alt, den hier stationierten GI Howard Stevenson kennen und heiratete ihn am 15. August 1952. Sie folgte ihrem Mann in die Vereinigten Staaten, wo sich das Ehepaar in Indiana niederließ. Hier verdiente sich die mittlerweile naturalisierte US-Amerikanerin unter anderem ihren Lebensunterhalt als Kellnerin in gastronomischen Einrichtungen wie dem Tippecanoe Country Club und dem Holiday Inn von Logansport. Ihr Hobby, die Gartenpflege, brachte Gisela Scholtz Stevenson, Mutter zweier Söhne und einer Tochter, in ihrem Umfeld den Spitznamen „Day Lily Lady“ ein. Die ehemalige Kinderschauspielerin starb, von der Fachwelt komplett vergessen, wenige Monate vor ihrem 90. Geburtstag in einem Krankenhaus in Florida.

## Filmografie (komplett)
- 1938: Ein Mädchen geht an Land
- 1939: Fräulein
- 1939: Alarm auf Station III
- 1940: Kora Terry
- 1941: Jungens
- 1942: Himmel, wir erben ein Schloß!